# 吸血鬼ブラキュラ
『吸血鬼ブラキュラ』（きゅうけつきブラキュラ、Blacula）は、1972年に公開されたアメリカ合衆国のブラックスプロイテーションホラー映画。出演はウィリアム・マーシャルなど。

## あらすじ
1783年、とある王国の王子マモールデとその妻ルーパは、ドラキュラに奴隷制度廃止の嘆願書の署名を依頼した際、彼の呪いにかかり吸血鬼となる。
それから長い間、ブラキュラことマモールデは眠りについていたが、1972年までインテリアの専門家のビリーとボビーに棺のふたを開けられたため、2人の血を吸って死に至らせる。次いで、ブラキュラは偶然見かけたティナがルーパに酷似していることに気づいて追いかけるが、ファニタが運転する車にはねられたため、ファニタを殺す。
一方、ティナの妹ミシェルの上司兼婚約者で、警察の病理学者ゴードン・トーマスは、これら3件の犠牲者の遺体の状況に違和感を覚え、同じ警察に所属する刑事ピータースに相談する。
その夜、エチオピア・クラブというナイトクラブにてミシェルの誕生日会が行われ、ブラキュラと会ったティナは惚れる。だが、クラブの専属カメラマンのナンシーが2人の姿を写真に収めたことがブラキュラの怒りを買い、ナンシーは彼に殺される。
それから間もなく、ブラキュラはティナのアパートを訪れ、自らの身分を明かし、吸血鬼になって共に過ごしてくれと頼む。同じころ、ゴードンたちは調査のためにビリーの墓を掘り起こしたところ、吸血鬼化したビリーとファニタに襲われる。一行は墓場の地下でティナを見つけるが、既に正気を失い、ブラキュラのとりこになっていた。さらに悪いことに、一行に加わっていた警官が発砲した際にティナが被弾したため、ブラキュラによって吸血鬼にされる。その後、一行はブラキュラの棺で眠っていたティナをブラキュラと間違えて倒してしまう。生きる意味を失ったブラキュラは、自ら朝日のさす地上へと向かう。

## キャスト
| 役名           | 俳優                   | 日本語吹替                        |
| 役名           | 俳優                   | テレビ朝日版                      |
| -------------- | ---------------------- | --------------------------------- |
| マモールデ     | ウィリアム・マーシャル | 小林修                            |
| ミシェル       | デニース・ニコラス     | 増山江威子                        |
| ルーパ         | ヴォネッタ・マギー     | 鈴木弘子                          |
| ピータース刑事 | ゴードン・ピンゼント   | 仁内達之                          |
| ガードン       | タルマス・ラスラーラ   | 田中信夫                          |
| ボビー         | テッド・ハリス         | 田中秀幸                          |
| ビリー         | リック・メッツラー     | 水島裕                            |
| ドラキュラ伯爵 | チャールズ・マコーレイ | 大木民夫                          |
| スキレット     | ジ・トゥ・カンブカ     | 田中康郎                          |
| サム           | エリシャ・クック・Jr   | 村松康雄                          |
| 不明 その他    | N/A                    | 宮内幸平 杉田俊也 二又一成 国坂伸 |
| 日本語スタッフ |                        |                                   |
| 演出           |                        |                                   |
| 翻訳           |                        |                                   |
| 効果           |                        |                                   |
| 調整           |                        |                                   |
| 制作           | 制作                   | 日米通信社                        |
| 解説           | 解説                   | 淀川長治                          |
| 初回放送       | 初回放送               | 1979年8月26日 『日曜洋画劇場』    |

## 後世への影響
日本のラッパーRAU DEFが2011年に発表した楽曲「KILLIN EM!」では、本作の映像が用いられている。